# Bijlven
Het Bijlven is een voormalig waterschap in de provincie Groningen.
De polder was gelegen tussen Warffum en Onderdendam tussen het Warffumermaar en de Delthe in, ten zuiden van het Kanaal door de Zuiderhorn. De zuidgrens van de polder lag nagenoeg evenwijdig aan het kanaal op ongeveer 550 m hiervan. Ten zuiden van het schap lag de Zuidhofspolder.
De molen van het schap stond aan het Kanaal door de Zuiderhorn en is omstreeks 1920 afgebroken waardoor het waterschap feitelijk ophield te bestaan.
Waterstaatkundig gezien ligt het gebied sinds 1995 binnen dat van het waterschap Noorderzijlvest.